# Mistrovství světa ve sportovním lezení 2001

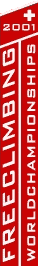
Logo MS 2001

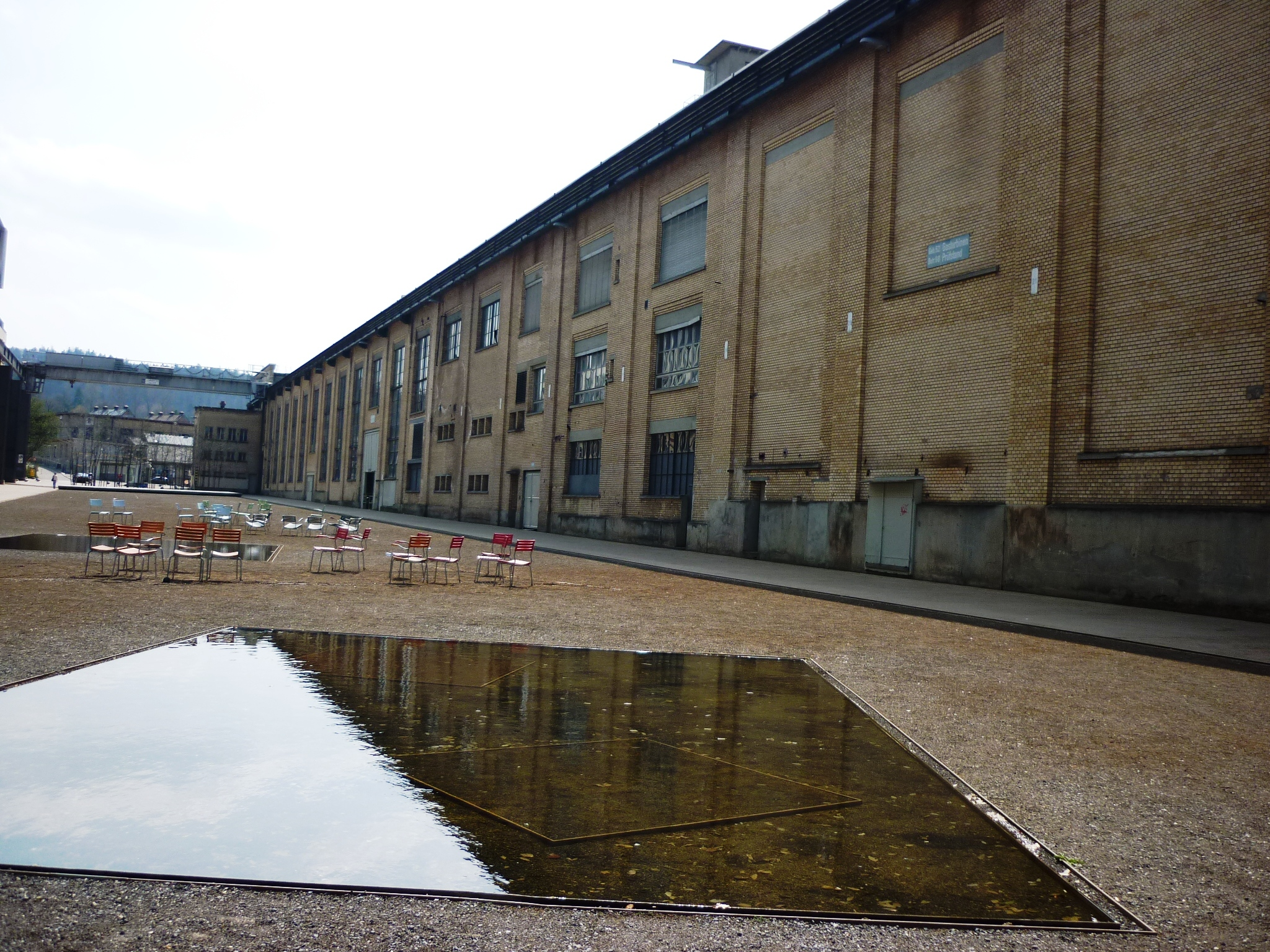
Haly Sulzer—Hallen 52 a 53 u náměstí Katharina—Sulzer—Platz

Mistrovství světa ve sportovním lezení 2001 (anglicky: UIAA Climbing World Championship, francouzsky: Championnats du monde d'escalade, italsky: Campionato del mondo di arrampicata, německy: Kletterweltmeisterschaft) se uskutečnilo jako šestý ročník 5.—8. září ve Winterthuru pod hlavičkou Mezinárodní horolezecké federace (UIAA), závodilo se v lezení na obtížnost a rychlost, a poprvé také v boulderingu.

## Průběh závodů
Dílčí výsledky jsou nejlépe patrné z německého článku na Wikipedii. Do finále žen se dostalo 14 závodnic které topovali semifinálovou cestu. V boulderingu se lezla kvalifikace i finále na šesti bouldrech, u žen nenastoupila do finálové dvacítky Verena Tcherechneva.

### Češi na MS
Tomáš Mrázek získal druhou českou medaili na Mistrovství světa, první svou i českou v lezení na obtížnost (v tomto roce ještě jako junior). Nejlépe se umístily dvacátá pátá Lenka Trnková v lezení na obtížnost a jedenáctá Helena Lipenská v boulderingu.

### Výsledky mužů a žen
| obtížnost             | obtížnost            | rychlost              | rychlost             | bouldering           | bouldering          |
| --------------------- | -------------------- | --------------------- | -------------------- | -------------------- | ------------------- |
| muži                  | ženy                 | muži                  | ženy                 | muži                 | ženy                |
| 1. Gérome Pouvreau    | 1. Martina Čufarová  | 1. Maksym Stenkovyj   | 1. Olena Repko       | 1. Mauro Calibani    | 1. Myriam Motteau   |
| 2. Tomáš Mrázek       | 2. Muriel Sarkanyová | 2. Volodymyr Zacharov | 2. Maja Piratinskaja | 2. Frédéric Tuscan   | 2. Sandrine Levet   |
| 3. François Petit     | 3. Chloé Minoret     | 3. Tomasz Oleksy      | 3. Svetlana Sutkina  | 3. Christian Core    | 3. Natalia Perlova  |
|                       |                      |                       |                      |                      |                     |
| 43.—48. Petr Solanský | 25. Lenka Trnková    | 17. Petr Solanský     | —                    | 31. Radovan Souček   | 11. Helena Lipenská |
| 62.—63. Jiří Lautner  | —                    | —                     | —                    | 52.—55. Jiří Lautner | —                   |
|                       |                      |                       |                      |                      |                     |
| 9 finalistů           | 14 finalistek        | 8/4 finalistů         | 4 finalistek         | 20 finalistů         | 19 finalistek       |
| 26 semifinalistů      | 26 semifinalistek    | 16 semifinalistů      | 8 semifinalistek     | bez semifinále       | bez semifinále      |
| 71 mužů               | 52 žen               | 20 mužů               | 12 žen               | 55 mužů              | 30 žen              |

### Čeští Mistři a medailisté
| Disciplína | Lezec/lezkyně | Zlato | Stříbro          | Bronz |
| ---------- | ------------- | ----- | ---------------- | ----- |
| Obtížnost  | Tomáš Mrázek  |       | Stříbrná medaile |       |

### Medaile podle zemí
| pořadí | stát      | Zlatá medaile | Stříbrná medaile | Bronzová medaile | celkem |
| ------ | --------- | ------------- | ---------------- | ---------------- | ------ |
| 1.     | Francie   | 2             | 2                | 1                | 5      |
| 2.     | Ukrajina  | 2             | 1                | 1                | 4      |
| 3.     | Itálie    | 1             | 0                | 1                | 2      |
| 4.     | Slovinsko | 1             | 0                | 0                | 1      |
| 5.     | Rusko     | 0             | 1                | 1                | 2      |
| 6.     | Česko     | 0             | 1                | 0                | 1      |
| 6.     | Belgie    | 0             | 1                | 0                | 1      |
| 6.     | Polsko    | 0             | 1                | 0                | 1      |

### Zúčastněné země
| 1.   | Francie            | Slovinsko          | Ukrajina  | Ukrajina  | Itálie             | Francie     |
| 2.   | Česko              | Belgie             | Polsko    | Rusko     | Francie            | Ukrajina    |
| 3.   | Japonsko           | Francie            | Rusko     | Polsko    | Španělsko          | Německo     |
| 4.   | Španělsko          | Rakousko           | Švýcarsko | Bulharsko | Rusko              | Polsko      |
| 5.   | Německo            | Rusko              | Maďarsko  | —         | Německo            | Španělsko   |
| 6.   | Itálie             | Itálie             | Bulharsko | —         | Slovinsko          | Česko       |
| 7.   | Rusko              | Německo            | Česko     | —         | Rakousko           | Rakousko    |
| 8.   | Ukrajina           | Japonsko           | —         | —         | Ukrajina           | Rusko       |
| 9.   | Švýcarsko          | Švýcarsko          | —         | —         | Nizozemsko         | Itálie      |
| 10.  | Slovinsko          | Jižní Korea        | —         | —         | Spojené království | Slovensko   |
| 11.  | Rakousko           | USA                | —         | —         | Švýcarsko          | Nizozemsko  |
| 12.  | Bulharsko          | Ukrajina           | —         | —         | Slovensko          | Švédsko     |
| 13.  | Slovensko          | Švédsko            | —         | —         | Polsko             | Bulharsko   |
| 14.  | Nizozemsko         | Česko              | —         | —         | Česko              | Nový Zéland |
| 15.  | Finsko             | Polsko             | —         | —         | USA                | Slovinsko   |
| 16.  | Spojené království | Slovensko          | —         | —         | Bulharsko          | Dánsko      |
| 17.  | Polsko             | Španělsko          | —         | —         | Švédsko            | Finsko      |
| 18.  | Jižní Korea        | Finsko             | —         | —         | Jižní Korea        | —           |
| 19.  | Švédsko            | Nizozemsko         | —         | —         | Nový Zéland        | —           |
| 20.  | Norsko             | Bulharsko          | —         | —         | —                  | —           |
| 21.  | Nový Zéland        | Norsko             | —         | —         | —                  | —           |
| 22.  | —                  | Spojené království | —         | —         | —                  | —           |
| 23.  | —                  | Nový Zéland        | —         | —         | —                  | —           |
| 24.  | —                  | Dánsko             | —         | —         | —                  | —           |
| (25) | 21                 | 24                 | 7         | 4         | 19                 | 17          |